# Johnson Kubisa
Johnson Kubisa, född 23 april 1972, är en friidrottare från Botswana. Han deltog vid olympiska sommarspelen 1996, olympiska sommarspelen 2000 och olympiska sommarspelen 2004.